# Burnous

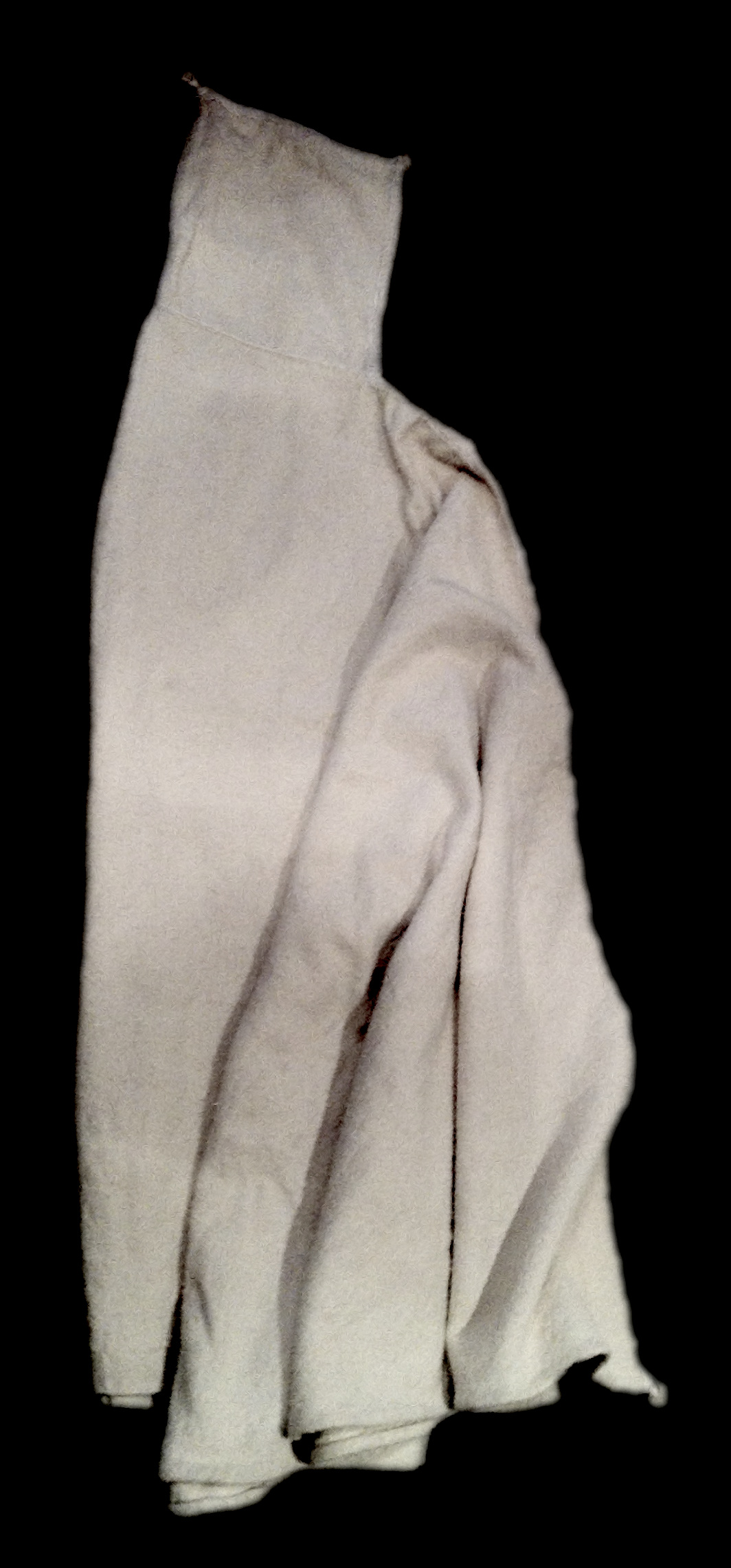
Burnous de couleur blanche confectionné en Tunisie

Le burnous (en berbère ⴰⴱⵕⵏⵓⵙ, abernus, en kabyle ⵉⵠⵉⴷⵉ, ividi ou abernus, en chleuhⴰⵙⵍⵀⴰⵎ aslham ; en arabe maghrébin برنوس) est un manteau en laine, long, sans manche et avec une capuche pointue, porté essentiellement chez les Maghrébins et était le vêtement traditionnel des spahis.

## Origine et étymologie

### Origine
Le vêtement est général en Afrique du Nord, chez les citadins et surtout dans les campagnes, aussi bien chez les berbérophones que les arabophones. Ibn Khaldoun, à propos des Maghrébins de son époque, dit qu’il est le vêtement porté par les Berbères. La tradition du burnous est si ancienne qu'il est difficile pour les chercheurs et universitaires d'en retracer précisément l'origine. 
L'ancienneté du burnous est une question restée en suspens et non totalement résolue jusqu’au jour où A. Berthier et F. Logeait mirent au jour les gravures rupestres de Sigus, au sud de Constantine, où l'une figure des représentations de personnages qui portent une ample cape à capuche. Durant l'Antiquité, ce vêtement portait le nom de byruss Numidicus, ce qui signifie « manteau à capuche numide », Il est notamment mentionné ainsi dans Expositio totius mundi et gentium.
Saint Augustin mentionne un manteau du nom de birrus, birrum ou burrus, porté en Afrique à son époque, d'autant plus que le même manteau figurait dans la liste des produits dont le prix est fixé par l’édit de Dioclétien à la fin du IIIe siècle.
Selon l'Encyclopédie berbère, Procope de Césarée relate que les Maures portaient d’épais manteaux qui s'éloignent toutefois de la description du burnous car il est « taille d’une chlamyde thessalienne et agrafé à l’aide d’une fibule en or. ». Corippe (poète épique romain du VIe siècle) dit que les Maures s’enveloppaient d’une couverture rugueuse, une description qui rappelle le tissu en poils de chèvre de certains burnous bruns (burrus).
On sait qu’au moment de la conquête arabe, ils distinguèrent  chez les Berbères deux groupes bien distincts, les Branes et les Botr. Il est tentant de rapprocher le nom des premiers de celui du burnous (pl. branes). L'hypothèse séduisante de William Marçais est ainsi que « les Arabes auraient ainsi désigné ces groupes d’après leur vêtement, d’un côté les « Porteurs de burnous », de l’autre les « Court-vêtus » (abter, pl. botr, signifiant coupé, court, puis symboliquement « sans postérité », ce qui ne convient guère à Madghès el-Abter placé précisément en tête de la généalogie des Botr). ».
Il existe d'ailleurs une idée reçue selon laquelle Ibn-Khaldoun appelait en arabe les Berbères: asḥaab al-baraanis, soit « le peuple au burnous » une fausse légende qui est à attribuer en réalité à un historien marocain du XVIIe siècle. 
Georges Marçais atteste aussi d'une vieille coutume dès l'époque romaine qui est d'offrir un vêtement similaire au burnous aux chefs auxquels on voulait témoigner de l'amitié. Elle est toujours attestée à l'époque byzantine en Afrique du Nord. Le calife ommeyade El-Hâkim II enverra à Ordono IV roi de León un burnous broché d’or avec un capuchon d’or massif et enrichi de pierreries. Cette coutume est toujours d’actualité en Algérie à l'époque des deys qui remettent un burnous aux cheikhs comme signe du commandement qui leur est confié. L'usage en est conservé durant la période coloniale.

### Étymologie
Plusieurs hypothèses existent pour l'étymologie du terme « burnous ». Selon l'Encyclopédie berbère, une des hypothèses est que « le nom du burnous pourrait dériver du latin burrus qui désigne une cape de couleur brune ». Cette racine latine aurait également donné en français le mot « bure ». Dans son Dictionnaire des racines berbères communes, Mohand Akli Haddadou mentionne l'existence d'une racine commune « BRNS » aux langues berbères qui donne les mots « abernuh », « abernuz » ou « abernus »...
En fonction des régions, le burnous est aussi appelé abidi ou abernus (en Kabylie, dans le Mzab et l'Oued Righ en Algérie), aâlaw, selham, ou aselham (au Maroc), ahitus (au Moyen Atlas), azennaṛ (au Haut Atlas oriental), etc. La pluralité des termes employé pour désigner le terme en berbère peut faire douter de l'origine latine du mot. Saint Augustin mentionne un manteau du nom de birrus, birrum ou burrus, porté en Afrique à son époque, le même manteau figurait dans la liste des produits dont le prix est fixé par l’édit de Dioclétien à la fin du IIIe siècle il était donc connu dans l’ensemble de l’Empire. 
En arabe algérien, le terme Branès, désignant une branche des Berbères est le pluriel de burnous. L'hypothèse est ce que ce nom rassemblait toutes les tribus porteuses de ce vêtement par opposition aux autres groupes berbères vêtus de tuniques courtes, les Botr.
D'après Georges Marçais, l'origine étymologique est incertaine. Il avance deux théories l'origine arabe et l'origine latine. Il relève qu'une racine birrus existe en latin, mais que le terme burnous est « fort ancien en arabe ».

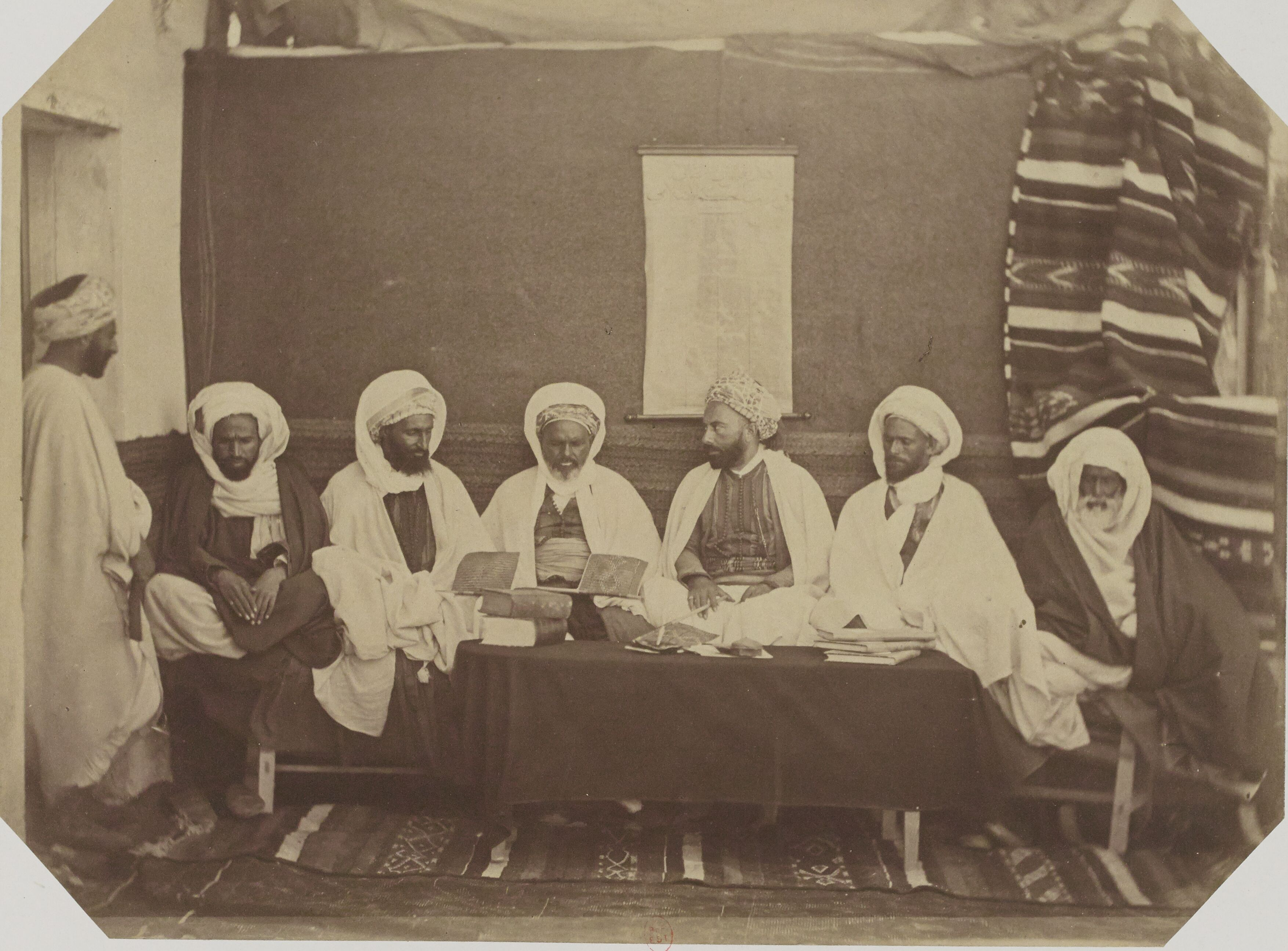
Midjelès d'Oran dans les années 1850, les hommes portant le burnous.

En effet, dans cette langue il est mentionné notamment dans un hadith (recueil des paroles et enseignements oraux prophètiques en islam). Cependant dans les anciens textes orientaux il désigne un vêtement : « un bonnet long, un capuchon ou vetement de corps dont la forme peut varier mais que prolonge toujours une coiffe, une capuche ... ». L'étymologie arabe tend à attribuer le mot au capuchon qui termine le vêtement alors que l'étymologie latine est centrée sur le corps du manteau comme élément originel, ce qui ne lève pas l'incertitude mais fait plus pencher l’étymologie vers une source latine[réf. nécessaire].
Ainsi plus généralement dans la péninsule Ibérique, où le burnous était en usage à l'époque d'Al-Andalus, le mot a été adopté par l'espagnol pour devenir l'albornoz décrit par Sebastián de Covarrubias (Tesoro de la lengua castellana o española édité en 1611) en ces termes : « C'est un manteau fermé, garni d'un capuchon, et qu'on porte en voyage. »[réf. nécessaire]

## Usages

### En Afrique du Nord
On porte un burnous blanc, rarement noir ou bleu, comme manteau lorsqu'il fait froid. Les burnous sont tissés de laine très fine. En Égypte, le burnous était porté par les Mamelouks. Au Maroc le burnous est également désigné par le terme de selham.

### En Algérie

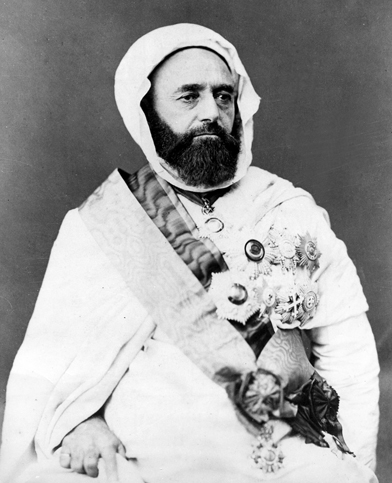
Abd el-Kader portant un burnous

Le burnous est un vêtement typique et traditionnel, mais aussi un symbole emblématique en Algérie, symbole de dignité, de statut social et de noblesse.
Le burnous marron à poils de dromadaire, dit aussi louabri (une appellation tirant sa racine du mot loubar en arabe وبر qui signifie « laine » de chameau en arabe), léger et d'une extrême finesse, est une spécialité exclusive de l'oasis de Messaad, située au sud-est de Djelfa en Algérie. Il est généralement prisé dans tout l'Atlas saharien, particulièrement dans les monts des Ouled Naïl et des Amour, considérés comme des ateliers séculaires de tissage et de confection de ce classique par des femmes au foyer. Il s'agit d'un manteau d'homme avec capuche tissé à la main à partir de la laine brune de dromadaire, une fibre épaisse, douce et frisée obtenue une fois par saison après la tonte. Sa production sur un métier à tisser traditionnel obéit à un processus complexe comportant une chaîne d'opérations longues et fastidieuses : l'extraction des impuretés, le lavage, le séchage, le démêlage et l'amollissement de la laine afin d'aboutir à une filature propre et prête pour le tissage, selon une armature à plusieurs modes d'entrecroisement de fils. Toutes ces opérations, exténuantes pour les femmes ouvrières, nécessitent une dextérité et une mémorisation des gestes. Symbole du pouvoir, il a acquis ses lettres de noblesse dans les sphères de l'État et de la haute société algérienne.

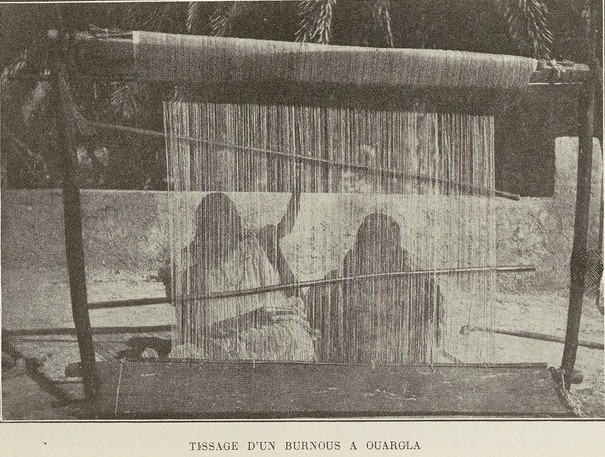
Tissage de burnous à Ouargla, début du XXe siècle.

La ville de Mascara était spécialisée dans la fabrication de burnous noirs, appelés zerdani. Ces burnous, confectionnés à partir d'un drap de laine de mouton noir (khidous), sont toujours produits dans l'ouest algérien. Le burnous de Mascara, en particulier, se distingue par sa légèreté et sa solidité. Durant la période ottomane, ce burnous a été adopté par les Turcs et était exporté dans tout le bassin méditerranéen, de la Turquie jusqu'en Égypte. 
En Kabylie, le burnous est réalisé à base de laine de mouton ou de brebis. Traditionnellement confectionné à la maison par les femmes, le métier s'y transmet de mère en fille. Souvent de couleur blanche, il peut être de couleur marron. Porté par les hommes, les femmes portent également un habit du même genre mais différent car confectionné en coton. Lors du mariage algérien, la femme porte un burnous spécifique.

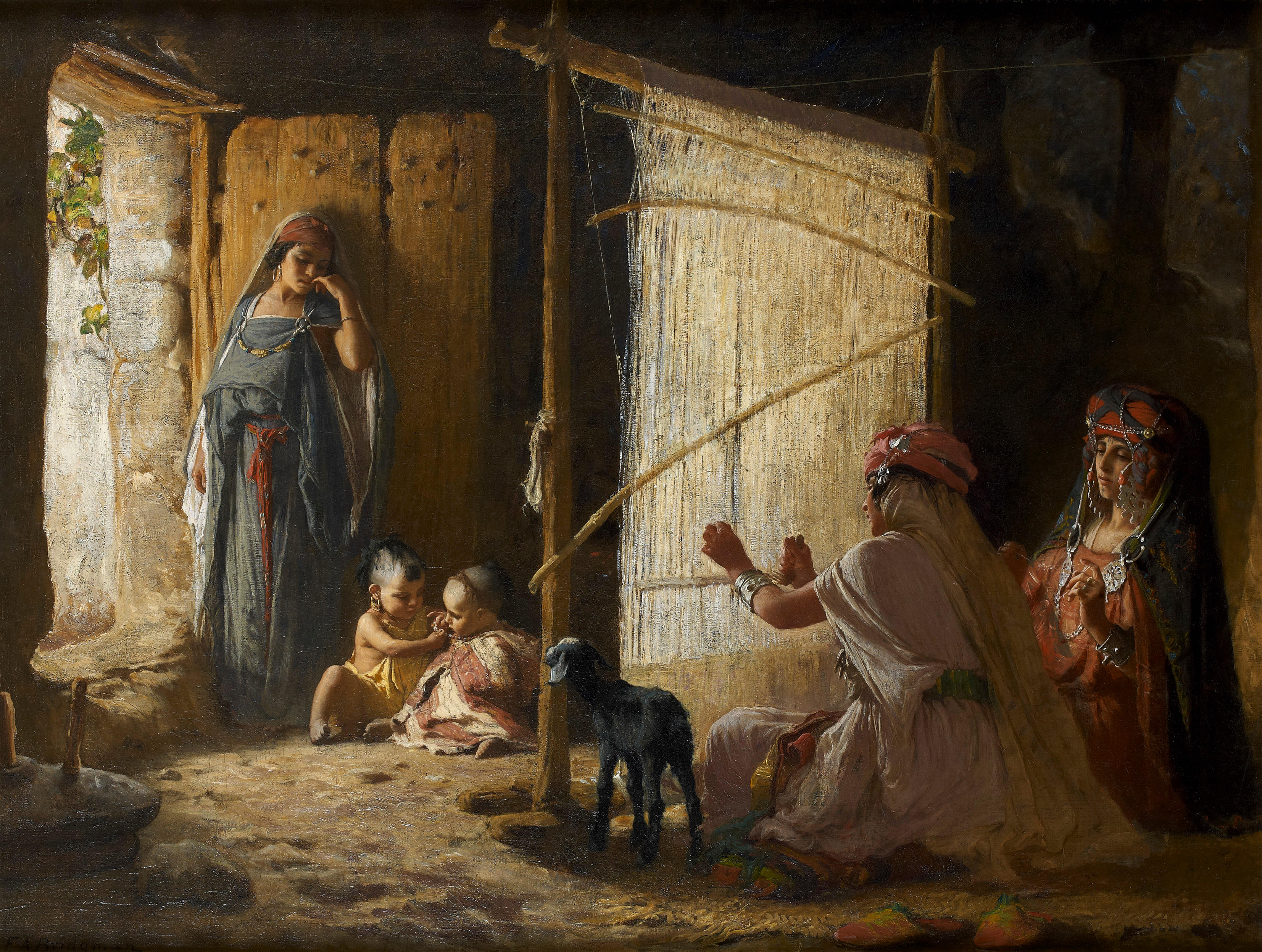
Femmes à Biskra tissant le burnous, Frederick Arthur Bridgman.

L'une des célèbres œuvres du sculpteur français Charles Cordier dépeint un Arabe d'Algérie portant le burnous. Réalisée en 1856, le titre de cette sculpture exposée au Musée d'Orsay est « Arabe d'el-Aghouat en Burnous ».
Le burnous est également un symbole de paix et de pureté. Cet habit traditionnel a survécu à la modernité et continue d'être un habit prisé dans tout le pays. En plus d’être porté dans les Aurès, en Kabylie ou encore dans les zones steppiques et sur les hautes plaines sétifiennes, le burnous est encore arboré lors des cérémonies et fêtes de mariage algériennes. En effet, les petits garçons le portent encore pendant leur circoncision. Lors de fêtes de mariage, le jeune marié endosse avec fierté le burnous blanc tout comme sa dulcinée franchit le seuil de la maison familiale habillée souvent de burnous et sous un pan du burnous du patriarche (son père ou l’aîné de la famille), ce dernier relève le capuchon en guise de sa bénédiction.